# Hippodrome de Campañó (Pontevedra)
L'hippodrome de Campañó est un hippodrome consacré aux courses de chevaux situé dans la paroisse civile de Campañó, dans le commune de Pontevedra en Espagne.

## Histoire
L'hippodrome a été construit par la Communauté de Montes de Campañó (ORGACCMM) et l'Association équestre de la paroisse civile de Moldes.
C'est le premier hippodrome de la province de Pontevedra et l'un des trois existant en Galice. Il a été inauguré le 21 juin 2009. Ce même jour, la première édition du Grand Prix Ville de Pontevedra a eu lieu, selon quatre modalités : pur-sang anglais, galiciens, croisés et résistance.
En 2010, le site a reçu une licence de la Fédération Galicienne d'Equitation pour organiser des compétitions équestres officielles.
En 2018, les installations de l'hippodrome ont accueilli le Championnat de cyclo-cross de Galice.

## Caractéristiques
L'hippodrome occupe une superficie de 2 hectares.
La piste de galop a une longueur de 540 mètres, un espace pour sauter de 2000 mètres carrés et une enceinte qui peut être dédiée au dressage. Le budget de construction des installations a été de 370 000 euros.

## Voir également
- Hippodrome de la Zarzuela